# Liubi, Liubi, I Love You
Chansons représentant la Roumanie au Concours Eurovision de la chanson
Tornerò
(2006) Pe-o margine de lume
(2008)
Liubi, Liubi, I Love You (en français Amour, Amour, je t'aime) est la chanson représentant la Roumanie au Concours Eurovision de la chanson 2007. Elle est interprétée par le groupe Todomondo.

## Avant l'Eurovision

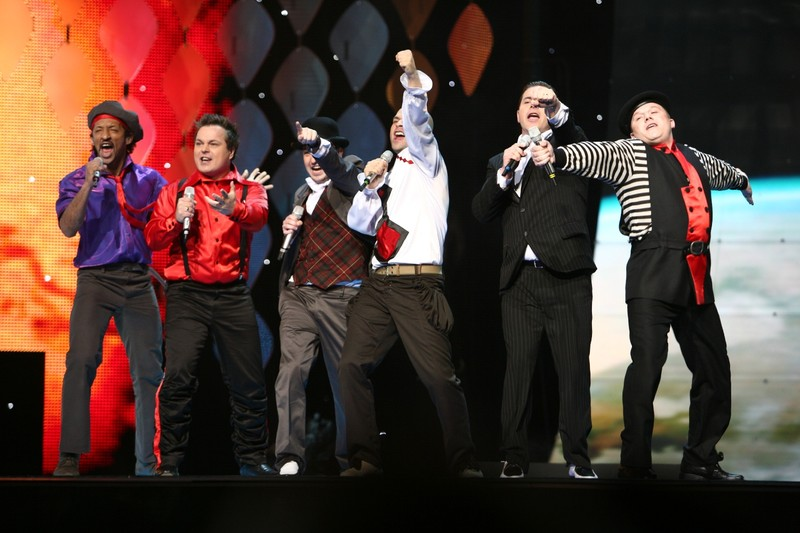
Todomondo, Eurovision 2007.

Todomondo, initialement nommé Locomondo, est un groupe roumain composé d'Andrei Ștefănescu, Ciro de Luca, Kamara Ghedi, Bogdan Tașcău, Valeriu Răileanu et Vlad Crețu. Le groupe est formé en 2007, chacun de ses membres a déjà connu un succès notable dans l'industrie musicale roumaine. La chanson Liubi, Liubi, I Love You est écrite par Tașcău, Crețu et Ghedi et uniquement produite par Tașcău. Elle est née de l'idée de Răileanu et est à l'origine destinée à Alb Negru, le groupe  de Ștefănescu et Ghedi.
Liubi, Liubi, I Love You est une chanson multilingue interprétée en six langues : anglais, roumain, espagnol, italien, français et russe. Lors d'une interview avec le site Eurovision Belarus, un membre de Todomondo déclare en plaisantant : « Nous voulions ajouter encore plus de langues à la chanson : nous voulions chanter en allemand, japonais, chinois, hindi… Mais malheureusement, nous n'avons pas pu mettre dans la limite de trois minutes autorisée par l'Eurovision. »
Pendant la chanson, chacun des membres représente un pays et chante dans l'une des langues susmentionnées : Tașcău pour l'Espagne, Crețu pour le Royaume-Uni, Ghedi pour la France, Ștefănescu pour la Roumanie, de Luca pour l'Italie et Răileanu pour la Russie.

### Sélection
La TVR organisé Selecția Națională 2007, un concours pour sélectionner le participant au Concours Eurovision de la chanson 2007. Elle publie une liste provisoire de 24 chansons présélectionnées pour concourir dans les deux demi-finales de Selecția Națională les 27 janvier et 3 février et la finale le 10 février parmi 259 candidatures soumises à TVR jusqu'au 15 janvier, par un jury composé de professionnels de la musique et du divertissement. Do the Tango with Me, Liubi, Liubi, I Love You et Love Is All You Need sont prises par TVR à la place de chansons retirée. Les résultats de chaque spectacle de Selecția Națională sont déterminés par une combinaison de 50/50 des votes d'un jury de professionnels et un télévote public. Liubi, Liubi, I Love You fait des six premières chansons retenues à l'issue de la première demi-finale. Liubi, Liubi, I Love You de Todomondo est vainqueur, recueillant le maximum de 12 points du public (11 243 télévotes) et 10 du jury.

## Eurovision
En raison de sa présence dans les dix premiers en 2006, la Roumanie participe directement à la finale le 12 mai 2007.
La chanson est la vingtième de la soirée, suivant Flying the Flag (For You) interprétée par Scooch pour le Royaume-Uni et précédant Water interprétée par Elitsa Todorova et Stoyan Yankulov pour la Bulgarie.
À la fin des votes, elle obtient 84 points et finit treizième des vingt-quatre participants.

### Points attribués à la Roumanie
| 12 points            | 10 points | 8 points             | 7 points                               | 6 points            |
| -------------------- | --------- | -------------------- | -------------------------------------- | ------------------- |
| - Espagne - Moldavie | - Andorre | - Hongrie            | - France - Israël - Portugal           |                     |
| 5 points             | 4 points  | 3 points             | 2 points                               | 1 point             |
| - Chypre             |           | - Autriche - Irlande | - Bulgarie - Grèce - Turquie - Ukraine | - Lettonie - Russie |